# نيجيريا في الألعاب الأولمبية الصيفية 2016
نافست نيجيريا في دورة الألعاب الأولمبية الصيفية 2016 في ريو دي جانيرو، البرازيل، من 05-21 أغسطس 2016.
شاركت نيجيريا لأول مرة في في الألعاب الاولمبية الصيفية عام 1952، وشارك الرياضيين النيجيريين في كل دورة من دورات الألعاب الأولمبية الصيفية، باستثناء دورة الألعاب الأولمبية الصيفية 1976 في مونتريال بسبب المقاطعة الأفريقية.